# Baie des Cayes
La baie des Cayes est une baie au large de la ville de Les Cayes, à Haïti.

## Géographie
La baie s'ouvre sur le canal du Sud face à l'île à Vache.
Plusieurs cours d'eau se jettent dans la baie des Cayes, la rivière de l'Acul du Sud, la rivière Cavaillon et la rivière de la Ravine du Sud.